# Sodai Hasukawa
Sodai Hasukawa (蓮川 壮大 Hasukawa Sodai?), född 27 juni 1998 i Tokyo prefektur, är en japansk fotbollsspelare.
Hasukawa började sin karriär 2016 i FC Tokyo.